# Hold Up the Sky
Hold Up The Sky (auch To Hold Up the Sky) ist eine Science-Fiction-Sammlung aus elf Kurzgeschichten des chinesischen Schriftstellers Liu Cixin. Zwei der Kurzgeschichten gewannen den Galaxy Award. Drei der Kurzgeschichten sind in deutscher Übersetzung erschienen. Die englischen Übersetzungen stammen von Adam Lanphier, Joel Martinsen, John Chu und Carmen Yiling Yan. Die deutschen Übersetzungen stammen von Maximilian Schlegel und Marc Hermann. Die Sammlung erschien im Jahr 2020.

## Kurzgeschichten
- Der Dorflehrer (乡村教师, Pinyin xiāngcūn jiàoshī), übersetzt von Adam Lanphier (englisch) und Maximilian Schlegel (deutsch)
- The Time Migration, englisch für Zeitmigration (时间移民, Pinyin shíjiān yímín), übersetzt von Joel Martinsen (englisch)
- 2018-04-01 (2018年4月1日, Pinyin 2018 nián 4 yuè 1 rì), übersetzt von John Chu (englisch)
- Fire in the Earth, englisch für Feuer in der Erde (地火, Pinyin de huǒ), übersetzt von Joel Martinsen (englisch)
- Contraction, englisch für Kontraktion (坍缩, Pinyin tānsuō), übersetzt von John Chu (englisch)
- Spiegel (镜子, Pinyin jìngzi), übersetzt von Carmen Yiling Yan (englisch) und Marc Hermann (deutsch)
- Ode to Joy, englisch für Ode an die Freude (欢乐颂, Pinyin huānlè sòng), übersetzt von Joel Martinsen (englisch)
- Full-Spectrum Barrage Ramming, englisch für Rocken auf ganzer Frequenz (全频带阻塞干扰, Pinyin quán píndài zǔsè gānrǎo), übersetzt von Carmen Yiling Yan (englisch)
- Meer der Träume (梦之海, Pinyin mèng zhī hǎi), übersetzt von John Chu (englisch) und Maximilian Schlegel (deutsch)
- Cloud of Poems, englisch für Wolke der Gedichte (诗云, Pinyin shīyún), übersetzt von Carmen Yiling Yan (englisch)
- The Thinker, englisch für Der Denker (思想者, Pinyin sīxiǎng zhě), übersetzt von John Chu (englisch)
- Mondnacht (nur in der späteren Variante To Hold Up the Sky)

## Hintergrund
Der Dorflehrer diente als Hintergrund für den Film Crazy Alien (chinesisch 疯狂的外星人/瘋狂的外星人, Pinyin fēngkuáng de wài xīng rén) von Direktor Ning Hao, gedreht vom 26. Juli 2017 bis zum 9. Dezember 2017 in Qingdao in der Provinz Shandong und veröffentlicht in Festlandchina am 5. Februar 2019.

## Auszeichnung
Full Spectrum Barrage Ramming gewann den Galaxy Award im Jahr 2001 und Spiegel gewann den Galaxy Award im Jahr 2004.

## Kritik
Paul Di Filippo schreibt im Locus Magazine, dass die Sammlung die gleichen Freuden der Trisolaris-Trilogie wiederhole, wozu die gleichzeitige Ehrung und Abkehr von klassischen Elementen der Science Fiction gehören, die durch eine deutlich nicht-westliche Weltanschauung und eine skurrile Reihe persönlicher Sensibilitäten gefiltert werden („continues to provide the same pleasures found in his [Liu Cixin's] award-winning novels: the simultaneous honoring and detournement of classic SF tropes, as filtered through a distinctly non-Western worldview and a quirky set of personal sensibilities“). Liu Cixin ist dabei zugleich radikal und konservativ, ein Optimist und ein Pessimist sowie jemand aus der alten Riege und der neuen Welle („at once a radical and a conservative, an optimist and a pessimist, a member of the Old Guard and of the New Wave simultaneously“), was die Sammlung zu einer belebenden Melange („a bracing mélange“) mache. Da die Übersetzung von vielen anderen Übersetzern neben Ken Liu (bekannt für die englische Übersetzung des mit dem Hugo Award ausgezeichneten Romans Die drei Sonnen und dessen Fortsetzung Jenseits der Zeit von Liu Cixin) stammt („handled by many different expert translators who are not named Ken Liu“), sei zudem ein Lob für eine exzellente Darstellungen auszusprechen, von denen jede einzelne tatsächlich die echte Stimme von Liu Cixin zu transportieren scheint („kudos to them for some excellent renderings, every one of which seems miraculously to converge [....] Liu’s actual voice“).
Rachel Cordasco schreibt in World Literature Today, dass Liu Cixin daran interessiert ist, wie große Zeiträume uns Menschen helfen können, über die Zukunft unserer Spezies und unseres Planeten nachzudenken („Liu is interested in how large swathes of time can help humans think about the future of our species and planet“). Sie behauptet, dass Zeit ebenso wie Menschen ein Charakter in seinen Werken ist und dass Liu Cixin daher oft mehr daran interessiert ist, dessen interessante Eigenschaften zu erforschen, als auch menschliche Beziehungen, Psychologie und Interaktionen einzugehen („time is as much a character in Liu’s work as any human, and indeed Liu often is more interested in exploring time’s curious properties than describing human relationships, psychology, and interactions“).
Nicole Beck schreibt in Strange Horizons, dass die Kurzgeschichten sich damit beschäftigen, wie ein Mensch einen Einfluss auf größere Dinge als sie selbst haben kann und doch immerzu daran erinnert, wie klein wir wirklich sind („that a human can have an effect on things larger than her comprehension—yet they never cease to remind the reader of how small we really are“). Sie fährt fort, dass die Sammlung nichts für schwache Nerven sei („this writing is not for the faint of heart“), da Liu Cixin die Grenzen der Vorstellungskraft herausfordere („Liu will test the limits of the reader's imagination“) und dabei fair in dem Sinne spiele, dass seine Spezialeffekte verdient seien, mitsamt praktischen und wissenschaftlichen Details („he plays fair in the sense that his special effects are earned. Practical and scientific detail abounds“), wodurch es eine meisterhafte Auswahl gebe („there is a masterful range here“).